# Titu
Titu (pronunciat en romanès: [ˈTitu]) és una ciutat del comtat de Dâmbovița, Muntènia, Romania, amb una població de 9.658 habitants a 2011.

## Ubicació
La ciutat es troba a la part sud del comtat, al centre de la plana de Valàquia. Es troba a una distància de 39,5 km de la seu del comtat, Târgoviște, 52 km de Bucarest i 73,5 km de Pitești. Titu està envoltat de diverses comunes: Produlești i Braniștea al nord, Odobești i Potlogi al sud, Conțești i Lungulețu a l'est i Costeștii din Vale a l'oest.

## Zones i administració
Titu es divideix en tres zones principals: Titu-gară, Titu-târg i Sălcuța. La ciutat administra cinc altres pobles: Fusea, Hagioaica, Mereni, Plopu i Sălcuța.

## Indústria
El fabricant francès d'automòbils Renault opera un centre tècnic a prop de la ciutat de Titu, que s'utilitza per provar i optimitzar vehicles de la marca Dacia. Va entrar en funcionament el setembre del 2010 i el cost de la inversió es va elevar a 166 milions d'euros. El centre inclou 100 línies de proves de peces i vehicles i 32 quilòmetres de pistes de prova que permeten simular diverses condicions de funcionament que es troben a tot el món. Compta amb 600 empleats i es troba a mig camí entre la fàbrica de Mioveni i el centre de recerca de Bucarest.
La ciutat celebra una fira anual el 14 de setembre.

## Fills il·lustres
- Dimitrie Dimăncescu (1896–1984), diplomàtic
- Ioan Dimăncescu (1898–1951), oficial de l'exèrcit
- Ion Miu (nascut el 1955), virtuós jugador de cimbalom